# Caridina gaesumi
Caridina gaesumi е вид десетоного от семейство Atyidae. Видът не е застрашен от изчезване.

## Разпространение и местообитание
Разпространен е в Замбия и Нигерия.
Обитава сладководни басейни и реки.